# Diplectrum euryplectrum
Diplectrum euryplectrum är en fiskart som beskrevs av Jordan och Bollman, 1890. Diplectrum euryplectrum ingår i släktet Diplectrum och familjen havsabborrfiskar. IUCN kategoriserar arten globalt som livskraftig. Inga underarter finns listade i Catalogue of Life.